# Said Rokbi
Said Rokbi (Settat, Marruecos, 20 de octubre de 1969) es un futbolista de Marruecos que jugaba en la posición de delantero.

## Carrera

### Club
| Periodo   | Club           |
| --------- | -------------- |
| 1987-1995 | RS Settat      |
| 1995-1996 | Al-Shabab FC   |
| 1996-1997 | Al-Wehda Mecca |
| 1997-2000 | Fujairah FC    |
| 2000-2003 | RS Settat      |

### Selección nacional
Jugó para Marruecos en 14 ocasiones de 1988 a 1997 y anotó cuatro goles; su primer partido internacional lo jugó el 15 de diciembre de 1988 en la victoria por 5-2 ante Gabón en un partido amistoso en Rabat. Su primer gol internacional lo anotó el 4 de diciembre de 1991 en una victoria por 3-0 ante Malí en un partido amistoso en Rabat. Su último partido internacional lo jugó el 22 de febrero de 1997 en un empate 0-0 ante Senegal en Dakar en la clasificación de CAF para la Copa Mundial de Fútbol de 1998.
Participó en la Copa Africana de Naciones 1992, los Juegos Mediterráneos de 1991 y en los Juegos Olímpicos de Barcelona 1992.